# Шимкі (Підляське воєводство)
Шимкі (пол. Szymki) — село в Польщі, у гміні Міхалово Білостоцького повіту Підляського воєводства.
Населення — 225 осіб (2011).
У 1975-1998 роках село належало до Білостоцького воєводства.

## Демографія
Демографічна структура станом на 31 березня 2011 року:
|          | Загалом | Допрацездатний вік | Працездатний вік | Постпрацездатний вік |
| -------- | ------- | ------------------ | ---------------- | -------------------- |
| Чоловіки | 103     | 10                 | 65               | 28                   |
| Жінки    | 122     | 12                 | 45               | 65                   |
| Разом    | 225     | 22                 | 110              | 93                   |